# 1965 en Israël
Chronologie d'Israël (en)
- 1961
- 1962
- 1963
- 1964
- 1965
- 1966
- 1967
- 1968
- 1969

Cette page concerne les évènements survenus en 1965 en Israël  :

## Évènement
- 2 novembre : Élections législatives

## Sport
- Maccabiades (en)

## Culture
- Sortie de film : 
  - La Cage de verre
  - L'Heure de la vérité
  - La Malle du Caire
  - Pas question le samedi

## Création
- Hilton Tel Aviv (en)
- Port d'Ashdod

## Dissolution-Fermeture
- Herut (en) (quotidien)
- Port de Tel Aviv

## Naissance
- Alon Abutbul, acteur.
- Nitzan Horowitz, journaliste et personnalité politique.
- Amos Mansdorf, joueur de tennis.
- Eli Yatzpan, humoriste.

## Décès
- Martin Buber, philosophe.
- Eli Cohen, espion.
- Shlomo Dykman (en), enseignant et traducteur.
- Abraham Adolf Fraenkel, mathématicien.
- Giulio Racah, physicien et mathématicien.
- Moshé Sharett, premier ministre.